# Oceanográfia

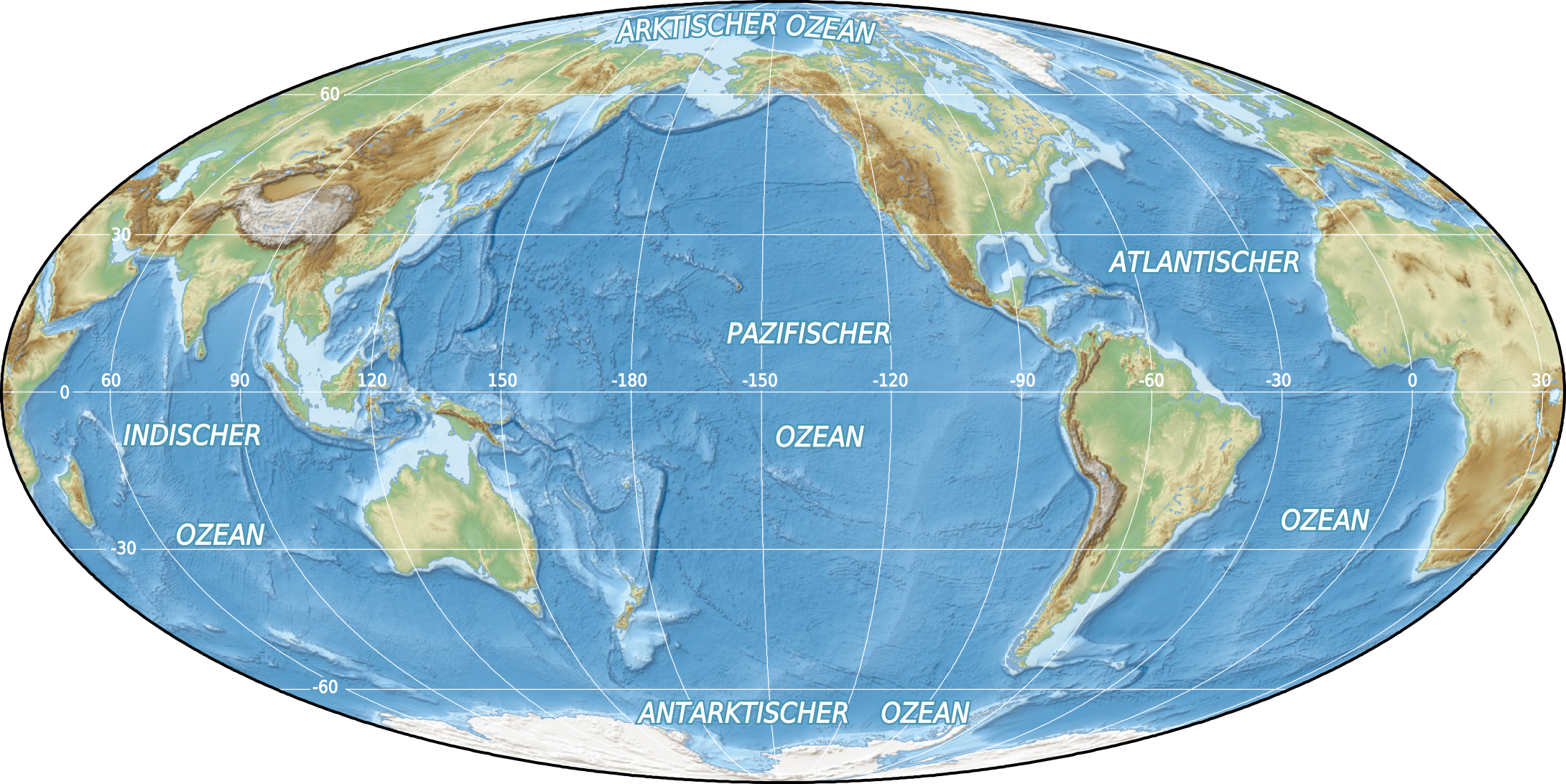
A Föld óceánjai

Az oceanográfia (ógörög eredetű szó a ὠκεάνος [ókeánosz] – ’világtenger’ és a γραϕω [gráfó] – ’írok’ szavak összetételéből) vagy oceanológia (ahol az ógörög λόγος [lógosz] – ’szó, beszéd, tan, tudomány’), magyarul tengertan, a természetföldrajz, azon belül a hidrológia (víztan) egyik interdiszciplináris tudományterülete. Művelője az oceonográfus, oceonológus.
Több tudományterületre osztható, ezek:
- Geológiai oceanográfia: a tengerfenék felépítésének, kialakulásának tudománya
- Kémiai oceanográfia: a tengervíz kémiai összetételének és tulajdonságainak vizsgálata; kémiai elemek kivonása a tengervízből; a szennyezések hatásainak vizsgálata
- Fizikai oceanográfia: a hullámok, az árapály, az áramlások tudománya; az óceánok hatása a légkörön keresztül az időjárásra és a klímára; a hang és a fény terjedése az óceánokban
- Biológiai oceanográfia: a különböző életformák tanulmányozása az óceánokban; ezek alkalmazkodása a tengeri környezethez; a tengerből nyerhető táplálék kinyerése

Kapcsolódó tudományterület a tengeri régészet és a tengerjog.

## Az óceánok
A Föld vizei négy (plusz egy) alapvető óceánra oszthatók fel a tengerfenék alakja és a kontinensek elhelyezkedése alapján:
- Csendes-óceán: a Föld legnagyobb óceánja, az óceánok összes felszínének több mint fele ide tartozik. A Föld teljes felszínének több mint egyharmadát borítja.
- Atlanti-óceán: nagyjából fele kiterjedésű, mint a Csendes-óceán területe és kevésbé mély.
- Indiai-óceán: valamivel kisebb, mint az Atlanti-óceán, mélysége hasonló. Nagyrészt a déli féltekén helyezkedik el. Nevét az Indiai szubkontinens után kapta.
- Jeges-tenger: mérete nagyjából a Csendes-óceán területének 7%-a. Mélysége alig negyede a többi óceánénak. Habár állandó jégréteg borítja, ennek vastagsága mindössze néhány méter.
- Déli-óceán (más néven Antarktikus-óceán): a közeli tengeri áramlatok határozzák meg, ezek összefoglaló neve Antarktikus áramlás. Fizikailag a déli Csendes-óceán, a déli Atlanti-óceán és az Indiai-óceán déli része; ezeknek azon területe, ami a déli szélesség 50 foktól délre helyezkedik el. Ez az a „plusz óceán”, amit sok oceanográfus nem önállónak, csak a többi óceán részének tekint, azonban praktikus okokból ez külön óceánnak vehető.

## Mélységmérés

### Kábellel
Az első, tudományos igényű mélységmérést az óceánokon a HMS Challenger hajó hajtotta végre 1872-től kezdve 3,5 éven át. A hajó gyakran megállt, ekkor a legénység megmérte a vízmélységet és a víz egyéb jellemzőit. A mérések azt mutatták, hogy a tengerfenék korántsem sík, ahogy korábban gondolták, hanem a szárazföldhöz hasonlóan hegyek és völgyek találhatók benne. A mélységmérési pontok sok kilométeres távolságra voltak egymástól.

### Hanggal
Hangvisszaverődésen alapuló mélységmérést már a 20. század elején alkalmaztak, ami a visszaverő közeg, a víz sűrűségének hirtelen megváltozásáról verődött vissza (ez lehetett a tengerfenék vagy attól feljebb élőlények halmaza). A mérés hátránya, hogy a legközelebbi, tehát legmagasabb helyekről verődik vissza erős jel, a nagyobb mélységekből gyengébb, ezért a részletes felmérésre ez a módszer nem alkalmas. Ugyanakkor, ezt a technikát alkalmazva a második világháború során rájöttek, hogy tengeralattjárók felderítésére is használható.
A második világháború után a technikát finomítva fókuszált, nagyfrekvenciás hanghullámot kezdtek alkalmazni, ennek eszköze a szonár, amivel 1 méteres felbontást is el lehet érni a mélységmérésben.
A modern tengeri mélységmérők több hangfrekvenciát használnak egyszerre, ezzel akár 60 km-es szélességben is feltérképezhető az óceán mélysége a hajó alatt. A nagyobb pontosság érdekében a műszer lesüllyed a felszín alá és egy hajó vontatja.

### Műholddal
Műholddal a vízmélység értéke közvetetten, pontosan mérhető. A tenger alatti mélységek kisebb gravitációt fejtenek ki a fölöttük lévő vízre, a víz alatti kiemelkedések viszont nagyobbat. Egy 2000 m-es kiemelkedés akár 2 méteres különbséget is okozhat a tenger szintjében, ez pedig könnyedén mérhető műholdakkal, amik mikrohullámot használnak a tenger felszínének méréséhez (ennek pontossága 4 cm).  A nyers méréseket a hullámzás, az árapály, a tengeráramlatok és a légköri hatások figyelembe vételével korrigálják.

## Lerakódások
A tengerfenéki lerakódások vizsgálata több okból fontos:
- tanúskodik a Föld múltbeli történetéről, amiből a nagy kihalások,
- a globális klímaváltozások és
- a tektonikus lemezek mozgása levezethető

A lerakódás eredete lehet:
- litogén, azaz sziklából eredő
- biogén, azaz szerves eredetű
- lerakódás a vízből
- kozmogén, azaz a világűrből eredő

A lerakódások felhasználhatók, mivel belőlük nagy mennyiségben kitermelhető: kőolaj, földgáz, homok, kavics, só, foszfor, mangán.

## Levegő-víz kölcsönhatás
Három fő szél-övezet létezik (az Egyenlítőtől a sarkig haladva): „kereskedelmi szelek”, „nyugati szelek”, „sarki keleti szelek”.
A hurrikán (egyéb megnevezései: ciklon, tájfun) erőteljes és gyakran pusztító trópusi vihar, ami a magasabb hőmérsékletű vizek fölött alakul ki; hatással van rá a Coriolis-effektus. A szelek szállítják a Napból származó hőenergia kétharmadát a melegebb területekről a sarkvidékek felé. A további egyharmad energiát a tengeráramlatok szállítják.

## Tengeráramlatok
Az áramlások a Föld tengely körüli forgása következtében alakulnak ki. A tengeráramlatokat nagyban befolyásolják a kontinensek, ahol az áramlatok a szárazföldnek ütköznek és irányuk megváltozik.  A nagy tengeráramlatok hőt szállítanak a melegebb területekről a hidegebb területek felé. A melegebb vizet szállító áramlatok nagyrészt a felszínen haladnak, majd a bennük tárolt hőt leadva sűrűségük megnő, így lesüllyednek a mélybe és visszafelé áramlanak. A tengeráramlatok szállítják a Napból származó hőenergia egyharmadát (a másik kétharmadot a szelek viszik).
A tengeráramlatok segítségével az ősemberek nagy távolságokat voltak képesek megtenni. A tengeráramlatok befolyásolják az élővilágot, elsősorban a felszín közeli vizekben növelik a mikroszkopikus élőlények számát, amikkel más élőlények táplálkoznak.  A felszíni áramlatok nagy hatással vannak a szárazföldek part közeli területeinek klímájára. A hideg áramlatok, amik az Egyenlítő felé a kontinensek nyugati oldala mentén áramlanak, száraz éghajlatot hoznak létre. A sarkok felé áramló meleg áramlatok viszont melegebb, nedvesebb időjárást okoznak. Például az Atlanti-óceánban a meleg Golf-áramlat enyhe éghajlatot hoz létre Észak-Európában és Izlandon. Az északi-sark közelében lehűlő víz a hasonló földrajzi szélességen lévő észak-amerikai Labradorban hidegebb éghajlatot teremt.
A tengeráramlatok irányát a nyílt felszínen a szelek határozzák meg. A mélységben áramló vizeket mélyáramlatoknak nevezzük. A lesüllyedő víztömeg táplálékot és oxigént szállít a mélyebb rétegek felé, miközben azokkal keveredik.

### Tengeráramlat sebességének mérése
Egy tengeráramlat felszíni sebességének mérése történhet közvetlenül, amikor például egy rögzített bójára szerelt propeller forgásával mérik a víz áramlásának sebességét. A mérőeszközt vontathatja hajó, ekkor a mért értéket a hajó sebességével korrigálják. A felszínen mozgó, rádióadóval felszerelt eszközök pozíciójának meghatározásával is mérhető az áramlás sebessége és iránya. Az oceanográfusok a hajóbalesetek során tengerbe esett tárgyakat is felhasználják a tengeráramlatok feltérképezésére, ha ismert a baleset helyszíne és időpontja. Évente mintegy 10 000 áruszállító konténer esik a tengerbe. 1990-ben a Hansa Carrier teherszállító hajó Koreából Seattle felé tartott, útközben viharba került, és 21 konténer a tengerbe esett. Ezek közül ötben sportcipők voltak, amik közül több ezren a felszínen lebegve 2400 km-t megtéve elérték hat hónap múlva Észak-Amerika nyugati partjait Alaszkától Kaliforniáig.
Közvetett módszer például a tengerfelszín magasságának műholdról történő mérése, vagy a vízben keltett alacsony hangfrekvencia, ami a vízben áramló szilárd részecskékről visszaverődik, és a Doppler-effektus alapján számolható a víz áramlási sebessége.
A mélyben áramló víz sebességének mérésére speciális eszközöket használnak, amik lemerülnek egy előre meghatározott mélységbe, ott több fajta mérést végeznek (hőmérséklet, sótartalom, sűrűség), majd adott idő múlva a felszínre emelkednek és rádión kisugározzák a mért adatokat. Egy ilyen program a 2000-ben kezdődött Argo, melyben az eszközök legfeljebb 2000 m mélybe süllyednek, majd 10 naponként a felszínre emelkednek és kisugározzák adataikat. 2007-ig mintegy 3000 Argo szonda vízre bocsátása történt meg, ezzel az óceánok lefedettsége teljesnek mondható. A mélységi áramlatok nyomon követésére használható a bennük lévő kémiai anyagok vizsgálata, amik természetes vagy mesterséges úton kerülnek a vízbe.

### Befolyásoló tényezők
A tengeráramlatokat több tényező befolyásolja, ezek között ismert jelenség az Ekman-spirál, az Ekman-transzport, a geosztrofikus áramlatok és a szubtropikus áramlatok nyugati erősödése.
A Golf-áramlat által szállított vízmennyiség a Chesapeake Bay közelében 100 sverdrup, ami azt jelenti, hogy a Sargasso-tengerből nagy mennyiségű víz keveredik a Florida-áramlattal, és ez hozza létre a Golf-áramlatot.

### Energiatermelés
Mivel a víz 800-szor sűrűbb a levegőnél, a szélfarmokhoz hasonló kialakítással sokkal nagyobb energia nyerhető ki a tengeráramlatokból. A Golf-áramlattal kapcsolatban a kutatók megállapították, hogy Florida keleti partjai mentén mintegy 2000 megawatt energia nyerhető ki az áramlat mozgásából.

## A hullámok és azok dinamikája
Az óceáni hullámokat többnyire a szél kelti. A hullámok energiája általában kicsi, de viharok idején igen nagy lehet, ami magas hullámokkal jár. Ha az ilyen nagy hullámok elérik a partot, az pusztító hatású. Hullámok keletkeznek az eltérő sűrűségű közegek találkozási felületén is (például a vízfelszín alatt, vagy a levegőben). Ezeknek a hullámoknak az amplitúdója a felszíni hullámokénál sokkal nagyobb lehet, elérheti a 100 m-es nagyságrendet. Ezek a közegen belüli hullámok veszélyesek lehetnek például egy tengeralattjáróra, mert a tengeralattjáró óvatlanul olyan mélységbe süllyedhet, amire nem lett tervezve.
Nagyobb tömegek mozgása is hullámot kelt, például földcsuszamlás, vagy jéghegy tengerbe csúszása, ezeket „csobbanási hullám”-nak nevezik.
A nagy, mélységi hullámok másik keletkezési módja, amikor a tengerfenék nagyobb területen hirtelen megemelkedik vagy lesüllyed, ez nagy energia-felszabadulással jár, ami az egész fölötte lévő vízoszlopra hatással van (szemben a felszíni hullámokkal). Ezek oka lehet víz alatti földcsuszamlás, vulkánkitörés, illetve törésvonal elcsúszása. A keletkező hullámok „szeizmikus hullámok”. Nagyobb energia-felszabadulás esetén cunami keletkezik, ami a partot elérve pusztító hatású. Ilyen esemény viszonylag ritkán történik.
A hullám meredeksége = hullám magassága / hullámhossz
Ha a meredekség értéke meghaladja az 1/7 értéket, a hullám „megtörik”. A hullám csúcsai közötti idő a periódusidő. Ez általában 6 és 16 másodperc között van.
A mélyvízi hullámok sebessége = 1,25 {\displaystyle {\sqrt {h}}}, ahol h = hullámhossz
Hullámokat, illetve a vízszint magasságában lassú, periodikus változást okoz a Hold (illetve kisebb mértékben a Nap) gravitációs hatása, ennek neve árapály. Az árapály hullámhossza ezer kilométerekben mérhető, amplitúdója eléri a 15 métert. Az árapály periódusideje 12 óra 25 perc.
A partot érő hullámok által szállított víztömeg többnyire a fenék közelében áramlik vissza, az óceán felé. De egyes tengerpartokon kialakulhat a „behúzó áramlás” nevű jelenség (angolul: rip current), aminek veszélyére tábla figyelmeztet. A „behúzó áramlás” vize a part sajátosságai miatt a felszínen áramlik visszafelé. Sebessége gyakran jelentős, 7–8 km/h. A part sekély vizében úszó gyanútlan fürdőzőt nagy sebességgel viszi befelé, ezért gyakori a pánikreakció, a part felé úszással való próbálkozás. Gyakran tragikus vége van a fürdőző számára, mivel képtelen perceken keresztül olyan gyorsan úszni a part felé, ahogy a hullámok befelé viszik, így a partól nagyobb távolságban kifárad és már képtelen kijutni a partra. A menekülés módja a parttal párhuzamos úszás, mivel a „behúzó áramlás” szélessége általában nem túl nagy (15...45 m). Ez a speciális hullámfajta felismerhető a többi hullámmal való interferenciája és a színe alapján, ami a szállított és felkavart üledék miatt sötétebb a környező hullámokénál. A jelenség nem tévesztendő össze azzal a visszafelé haladó hullámmal, ami inkább a fenék közelében áramlik és le tudja dönteni a lábáról a sekély vízben álldogálókat, azonban azokat nem vonszolja nagyobb távolságon keresztül.

## Tengerpart
Az emberiség mindig is vonzódott a tengerpartokhoz a kellemes klíma, a halászat, a közlekedés (azon belül a hajózás), a pihenési lehetőségek és a kereskedelmi előnyök miatt. 2010-ben az Amerikai Egyesült Államok lakosságának 80%-a élt tengerpart közelében.
A tengerpart folyamatosan változik a hullámok által szállított és a partnak átadott energia hatása miatt, ami a partok többségét naponta 10 000 alkalommal éri. Ez a hatás lehet romboló, koptató jellegű, de lehet olyan is, ami építi a partot az oda szállított homok lerakásával. A hullámok jellege, hatása évszakos ingadozást mutat.
Közvetlen partvonalnak azt a területet nevezzük, ami a legalacsonyabb apály és egy heves tengeri vihar által elért vonal között található.
A tengerpart közelében a hullámok által a part felé szállított szilárd üledék egy része lerakódhat, ami a partvonallal nagyjából párhuzamosan, gyakran sok kilométer hosszan alacsony homokpadokat hoz létre. A homokpad vagy a víz alatt marad, vagy valamennyire kiemelkedik a vízfelszín fölé. Folyótorkolat és a tenger találkozásánál is lerakódhat a folyó által szállított szilárd anyag. Ezeken a lerakódásos területeken sós mocsarak, füves, cserjés területek alakulhatnak ki.

## Tengeri élővilág
A tengerekben változatos élővilág található. Az itteni élő szervezetek mérete a mikroszkopikus baktériumoktól és algáktól a kék bálnáig terjed, ami a földi élővilág legnagyobb méretű állata. A tengerbiológusok folyamatosan fedeznek fel, írnak le és azonosítanak újabb fajokat, melyek száma 2010-ben 250 000 volt. A legtöbb tengeri faj a felszín közelében él, ahova még elér a napfény. Az erős napfényt a tengeri algák fotoszintézishez használják fel. Az algák közvetlenül vagy közvetve táplálékul szolgálnak más tengeri fajok számára. A tengerpartok sekély vizében, ahol a napfény leér az óceánfenékig, még nagyobb bőségben él a tengeri élővilág.
A tengeri élőlényeket osztályozni lehet aszerint, hogy hol élnek, és hogyan mozognak. A planktonok azok az élőlények, amik lebegnek, az áramlásra bízva magukat; a nektonok úsznak; míg minden egyéb élőlény bentosz, ami a tengerfenéken él.
A tengeri élőlények közül a nektonok, tehát az „úszók” egyik sajátossága a testük áramvonalassága, így a mozgáshoz kevesebb energia szükséges. Az áramvonalas forma azt jelenti, hogy a test többnyire lapos (ami szemből nézve kis keresztmetszetet ad), és a vége felé fokozatosan elvékonyodik, ezáltal haladás közben nem keletkeznek örvények, amik a mozgást fékeznék. Jó példák erre az alakra a szabadon úszkáló halak és az emlősök közül a delfinek.
A tengervíz felszíni hőmérséklete a szárazföldhöz viszonyítva kisebb tartományban változik, ritkán süllyed -2 °C alá, és kevés helyen emelkedik +32 °C fölé (szárazföldön előfordul a -88 °C hideg és a +58 °C meleg, ami több mint négyszeres tartomány a tengervízhez képest). Emellett a vízhőmérséklet napi, évszakos és évi ingadozása is kisebb, ez stabil környezetet biztosít az élőlények számára. A hőmérséklet ilyen alakulásának négy oka van:
- a víz hőkapacitása (hőtároló képessége) jóval nagyobb a szárazföldénél (a szárazföld emiatt gyorsabban és nagyobb mértékben felmelegszik)
- az óceán felmelegedését csökkenti a víz párolgása, aminek hűtő hatása van
- az óceán felszíne a napfénytől több tíz méter mélységben felmelegszik, míg a szárazföldnél ez mindössze néhányszor tíz centiméter
- a tengervízben nagy mértékben keveredik a hidegebb és a melegebb víz a tengeráramlatok, a hullámzás és az árapály hatására, így a hő a melegebb helyekről a hűvösebbek felé képes áramlani

A tengervíz hőmérséklete a mélység növekedésével egyre kisebb ingadozást mutat. Például 1500 m mélységben a hőmérséklet egész évben állandó +3 °C, a földrajzi szélességtől függetlenül.

## Biológiai produktivitás és energia-transzfer
A sarkvidéki régiókban a biológiai produktivitás a nyári időszakra összpontosul; a trópusi óceánokban a produktivitás egész évben alacsony mértékű; a mérsékelt égövi óceánokban a produktivitás az évszakoknak megfelelően változik, ahogy a megvilágítás és a táplálék mennyisége is. Az elsődleges produktivitás az a sebesség, ahogyan energia tárolódik egy organizmus által szerves anyag átalakulásával a napsugárzásból származó energia felhasználásával, fotoszintézis, vagy kemoszintézis (kémiai reakciók) segítségével. Az így létrejövő szerves anyag más organizmusok táplálékául szolgál. A fotoszintézis sokkal jelentősebb folyamat a kemoszintézisnél a tengeri élővilág szempontjából; a biomassza 99,9%-a fotoszintézis útján jön létre közvetve vagy közvetlenül.

### Napsugárzás
A legtisztább óceáni vízben a napfény nagyjából 1 km mélységben is észlelhető, de itt a mennyisége már nem elegendő a fotoszintézishez. A fotoszintézishez szükséges napfény-mennyiség legfeljebb 100 m mélységig hatol le. A part közelében, ahol a vízben szervetlen oldott anyag található, ez a mélység nagyjából 20 m-re korlátozódik a zavarosság miatt. Azt a mélységet, ahol a fotoszintézis nullára csökken, „kompenzációs mélység”-nek hívjuk.
A nyílt óceánon a napsugárzás mélyebb vízbe hatol be, de a táplálék mennyisége kisebb; a partközeli vizekben a napfény kisebb mélységig hatol le, de jóval több a táplálék. Mivel a partközeli vizekben nagyobb mennyiségben található tengeri élővilág, ezért kijelenthetjük, hogy a táplálék fontosabb tényező, mint a napfény.
A „napfény” nagyrészt látható fényt jelent. Ez a sugárzási energia három fontos hatást kelt az óceánokban:
- Létrehozza a főbb szél-övezeteket, amik a tengeráramlatokat és a felszíni hullámzást okozzák; amik végső soron az energiájukat a Naptól kapják. A szél-övezetek és a tengeráramlatok nagy mértékben befolyásolják a világ klímáját.
- Létrejön egy viszonylag vékony, meleg óceáni réteg a felszínen, ami nagy mennyiségű hideg víz fölött helyezkedik el, ami a óceánok tömegének többségét alkotja. Ez a réteg az „élet rétege”, amiben a legtöbb tengeri élet létezik.
- Fotoszintézis csak ott zajlik le, ahova a napfény elér, így a fitoplanktonok és a legtöbb tengeri állat, amik ezeket fogyasztják, ott élnek, ahova a fény lehatol, vagyis az óceán egy viszonylag szűk, felső rétegében.

Mélység szerint:
- 1 m-es mélységbe a napsugárzás energiájának 45%-a hatol le.
- 10 m-es mélységbe a napsugárzás energiájának 16%-a hatol le.
- 100 m-es mélységbe a napsugárzás energiájának 1%-a hatol le.

### Az óceánok színe
Az óceánok színe a sötétkéktől a világos-zöldig változik.
Az óceán színét befolyásolja a víz zavarossága és a fotoszintézis során létrejövő pigment, ami a biológiai produktivitástól függ. A parti vizek és a feláramlásos területek biológiailag aktívak, ezek szinte mindig sárgás-zöldek, mert nagy mennyiségben tartalmaznak sárgás-zöld mikroszkopikus tengeri algát és szervetlen, oldott, szilárd anyagot. Ezek szétszórják a napfényt, legfőképpen a zöldes és a sárgás színek szóródnak rajtuk. A nyílt vízi óceán, különösen a trópusokon, tiszta indigó-kék színű, mert kevés benne a biológiai aktivitás és a zavarosság. A vízmolekulák a napfényből leginkább a kék színt szórják. A légkör is a kék fényt szórja legnagyobb mértékben, ezért a tiszta égbolt színe szintén kék, ami visszaverődik az óceán színében.

### Pelagikus élőlények
A pelagikus élőlények a tengervízben lebegnek, és az óceánban élő biomassza túlnyomó többségét alkotják. A fitoplanktonok és más, fotoszintézissel dolgozó mikrobák a napsütötte, felszíni tengervízben élnek. Ők táplálékul szolgálnak szinte minden más, tengerben élő fajnak. Ennek következtében a tengeri élőlények többsége a felszín közelében él, hogy közel legyen a táplálékforráshoz. A tengeri élőlények egyik fontos teendője a 
tengervízben való lebegés, mivel nagyobb fajsúlyuk következtében lesüllyednének a mélybe. A fitoplanktonok és más mikrobák kis méretüknél fogva lebegnek a vízben. A legtöbb pelagikus élőlénynek azonban növelnie kell a lebegési képességét, vagy folyamatosan úsznia kell. A tengeri élőlények egyik vagy másik módszert, vagy ezek kombinációját alkalmazzák.
Az olyan élőlények, mint a szépia tintahal, és a mélyvízi spirula, belső szervvel rendelkeznek a levegő tárolására. Ebben a kamrában a nyomás 1 kilogramm per négyzetcentiméter (vagyis 1 atmoszféra). A nautilus mindig 500 méteres mélység fölött tartózkodik, és ritkán található 250 m-es mélység alatt.
Lassan mozgó halak úszóhólyaggal rendelkeznek, amivel lebegést tudnak elérni. A gyorsan úszó halak azonban (mint például a tonhal), vagy amik a tengerfenéken élnek, rendszerint nem rendelkeznek úszóhólyaggal. A mélységgel arányos nyomás az úszóhólyagot kitágítja vagy összenyomja, a halnak ezért a hólyagban lévő gázmennyiséget szabályoznia kell. Egyes halakban a nyelőcső egy csövön keresztül csatlakozik az úszóhólyaghoz, így az abban lévő gáz mennyisége gyorsan szabályozható. Más halaknál ez a cső hiányzik, ők az úszóhólyagban lévő gáz mennyiségét a véráramon keresztül szabályozzák, ami sokkal lassabb folyamat. A felszín közeli halak úszóhólyagjában lévő gáz összetétele hasonló a légköréhez, vagyis 20% oxigénből áll. A mélység növekedésével ez a koncentráció is növekszik, akár 90%-ra is. Úszóhólyaggal rendelkező halat fogtak már ki 7000 m mélységben is, ahol a nyomás 700 atm-nak felelt meg. Ilyen nyomáson a gáz sűrűsége 0,7 gramm/cm³, ami megfelel a zsír sűrűségének. Sok mélytengeri hal speciális szervvel rendelkezik, amiben nem levegőt, hanem zsírt tárol a lebegés fenntartására.
A cápák például nem rendelkeznek úszóhólyaggal, ezért elsüllyednek, ha nem úsznak folyamatosan. A cápák azonban nagy és lapos mellúszókkal rendelkeznek, amin nagy felhajtóerő keletkezik úszás közben. Előre haladásukat a farokúszó biztosítja. Ez azonban kis manőverező képességet ad, így a cápa képtelen gyors fordulatra, emiatt, ha meg akar fordulni, nagy kört kell leírnia.

### A tengeri emlősök jellemzői
A tengeri emlősök között található néhány legnagyobb, legjobban ismert tengeri élőlény, mint amilyen a fóka, az oroszlánfóka, a lamantin, a delfin és a bálna.
Bár mindegyik tengeri emlős a vízben él, őseik valamikor szárazföldi állatok voltak. Ős bálnák meggyőző kövületeit találták meg Pakisztán, India, Egyiptom területén, amik kb. 50 millió éve éltek a szárazföldön. Néhány ilyen ős bálnának kicsiny és használhatatlan hátsó lába volt, ezekből az idők során a vízben uszony fejlődött. Kövületek sorozatán a csontváz módosulása követhető nyomon, ami a vízben való léthez való adaptáció következménye: például az orrnyílások egyre inkább a koponya teteje felé vándoroltak; a csípő mérete csökkent; az állkapocs-csont és a fül belső részei a víz alatti halláshoz módosultak. További bizonyítékok, köztük a mai bálnák DNS-struktúráinak elemzése mutat arra, hogy szárazföldi ősük vízilószerű élőlény lehetett. Miért alakultak át szárazföldi állatok vízben élő állatokká? Erre kétféle feltevés létezik. Az egyik ok az lehetett, hogy a tengerben több volt az élelemforrás. A másik ok az, hogy sok nagy tengeri ragadozó is eltűnt a tengerekből a dinoszauruszok kihalása időszakában, így teret kaptak az ősemlősök a fejlődésre.
Minden emlősre (Mammalia), köztük a tengeri emlősökre is jellemzőek az alábbiak:
- Melegvérűek
- Tüdővel lélegeznek
- Szőr borítja a testük egy részét (legalább a fejlődésük egyik szakában)
- Elevenszülők (ez alól kivétel néhány tojásrakó kloákás (Monotremata, Prototheria alosztály) Ausztráliában, köztük a kacsacsőrű emlős és a hangyászsünfélék (Tachyglossidae))
- A nőstényeknek tejmirigyeik vannak, amik tejet állítanak elő a kicsinyeik számára

A tengeri emlősök közül legalább 117 faj tartozik a ragadozók (Carnivora), a tengeritehenek Sirenia vagy a cetek Cetacea rendjébe.

### A bentosz élőlények
Az ismert 250 000 tengeri faj közül 245 000 faj (98%) a tengerfenéken él. A sekélyebb tengerfenék lehet sziklás, homokos vagy iszapos állagú, árapálynak kitett terület, a nagyobb mélységekre inkább az iszapos fenék a jellemző. A tengerfenék változatos életkörülményeket biztosít, melyhez élőlények különféle csoportjai alkalmazkodtak.  Az alkalmazkodás során az élőlényeknek a víz fizikai és kémiai jellemzőihez, a tengerfenék tulajdonságaihoz és nem utolsósorban a többi élőlényhez kell alkalmazkodniuk. Az élőlények földrajzi eloszlásában jelentős módosító tényezőnek számítanak a meleg tengeráramlatok, amik a partok menti vizeket melegebbé teszik. A Golf-áramlat például az Atlanti-óceán keleti partjait melegíti délen Spanyolországtól kezdve Norvégia északi csücskéig. Ezekben a vizekben háromszor annyi bentosz faj található, mint az azonos földrajzi szélességen lévő észak-amerikai partok mentén, ahol a Labrador-áramlat hidegebb vizet szállít dél felé, egészen a Cod-fokig (Massachusetts).
Az árapály-zóna lakhatóság szempontjából három részre osztható:
- „magas dagály” zóna: csak a magasra felhatoló dagály alkalmával kerül víz alá, egyébként szárazon van
- „közepes dagály” zóna: az idő fele részében víz alatt, másik felében szárazon van
- „alacsony dagály” zóna: az idő nagy részében víz alatt van, ritkábban szárazon

A fenti három terület főleg a kissé meredek partoknál figyelhető meg jól, mert a különbségek kisebb távolságban is nagyok az egyes zónák között.

### Hidrotermikus kémények
A mélytengeri hidrotermikus kémények felfedezése az újkori óceánkutatásban izgalmas újdonságnak számít, különös tekintettel az ott élő biológiai közösségekre, ami újból felveti az élet keletkezésének kérdését, illetve annak lehetőségét, hogy az élet egy felszínén jeges felületű bolygó vagy hold tengerének mélyén is kialakulhat és fennmaradhat.
Az első aktív hidrotermikus kéményt 1977-ben fedezték fel az Alvin nevű mini tengeralattjáróval. Ez a terület teljes sötétségben van, 2500 m alatt található a Galápagos törésnél, az Egyenlítő közelében, a Csendes-óceán keleti részén. A tengerfenék repedésein és kéményszerű képződményeken keresztül forró víz áramlik felfelé. A víz hőmérséklete a kémények környezetében 8…12 °C, ugyanakkor a normál vízhőmérséklet ebben a mélységben 2 °C.
Ezek a kürtők biztosítják az életfeltételeket olyan, ebben a mélységben szokatlanul nagy élőlények számára, amik addig a tudomány előtt ismeretlenek voltak. Ezek között van az óriás csőféreg, ami 1,8 méterre is megnő; a 25 cm átmérőjű kagyló; a fehér rákok. Ezeken a területeken akár ezerszer annyi biomassza létezik, mint máshol, ebben a mélységben. Mivel egyébként ezekre a mélységekre a kevés táplálék és kis számú élőlény a jellemző, ezért ezek a „mélytengeri oázisok” kivételes helyek.
1979-ben a Kaliforniai-öbölben, az északi szélesség 21 fokán, a tenger mélyén hosszú, víz alatti kéményeket fedeztek fel, amikből 350 °C-os víz áramlott fel. Ezekben a víz olyan nagy mennyiségben tartalmazott fémes szulfidokat, hogy azok a vizet feketére festették. Az itt megtalált fémek: réz, cink, ezüst. A tudományos szlengben egyesek a fekete szín miatt „gyárkémény”-nek nevezik az ilyen helyeket. A tipikus feláramló forró víz nem csak forró, hanem savas is (pH 3…4), továbbá erősen mérgező, ami nagy koncentrációban tartalmaz oldott hidrogén-szulfidot és nehézfémeket, mint a kadmium, arzén és ólom. Ugyanakkor ezek a fekete kémények igen gazdagok mikrobákban.
Ezeknek a hidrotermikus kürtőknek a legfontosabb lakói azok a parányi, egycellás élőlények, amik baktériumra emlékeztetnek, de kémiailag inkább a sokcellás élőlényekre hasonlítanak. Ezek az élőlények kemoszintézist végeznek, aminek során szénhidrátokat állítanak elő víz, szén-dioxid és oldott oxigén felhasználásával. Melléktermékként kénsav keletkezik. Ezek a primitív élőlények alkotják a  kürtők ökorendszerének alapját.
Mivel ezek a hidrotermikus kémények végső soron a tengeri vulkanizmus működésére vezethetők vissza, egy-egy kémény csak néhány évig, vagy legfeljebb pár évtizedig aktív. Környezetükben gyors szaporodásra képes, mintegy 300 fajt jegyeztek fel. Egyes kutatók úgy gondolják, hogy az újonnan keletkező hidrotermikus kürtőkhöz a tengeráramlatok szállítják oda az élőlényeket a meglévő helyekről.
Az élet a jelenleg elfogadott tudományos nézetek szerint a tengerben keletkezett, és a hidrotermikus kürtők hamar megjelenhettek a Föld őstörténete során. Egyes tudósok szerint a hidrotermikus kürtők ideális helyet biztosíthattak az élet megjelenéséhez a rendelkezésre álló bőséges táplálék és a korlátlan energia szempontjából. A hidrotermikus aktivitás mindenhol megjelenik, ahol vulkanizmus és víz egyszerre rendelkezésre áll.

## Az óceánok és a klímaváltozás
Az emberiség nagy mértékben hozzájárul az üvegházhatású gázok kibocsátásával a légkör felmelegedéséhez és a Föld klímájának megváltozásához. Ennek következménye számos komoly változás, például az óceánok felmelegedése, a gyakoribb hurrikánok, az óceánok vizének savassága, a mélytengeri áramlatok megváltozása, a sarki jégsapkák elolvadása és az óceánok vízszintjének emelkedése.
A tudományos vizsgálatok eredményeinek egyes tagadói arra hivatkoznak, hogy a klíma hasonló drámai változásai a Föld geológiai múltjában többször előfordultak. Azonban a múlttal ellentétben a jelenlegi klímaváltozás fő oka az emberi tevékenység, ami jóval meghaladja a természetes okok által okozott változások mértékét.
Mivel az óceánok nagy mértékben elnyelik a szén-dioxidot a légkörből, ezért az óceánok jelentős szerepet játszanak az üvegházhatású gázok hatásának csökkentésében. A geológiai múltban a vulkanikus aktivitás miatt légkörbe került szén-dioxid 99%-át elnyelték az óceánok, és ez lerakódásként jelentkezett az óceánok mélyén, mint kalcium-karbonát. Vagyis az óceánok a szén-dioxid számára lerakóhelyként szolgálnak.
A szén-dioxid túlnyomó része az óceánokban van, mivel a szén-dioxid harmincszor jobban oldódik a vízben, mint más gázok. Az emberiség által kibocsátott szén-dioxid nagyjából fele az óceánokban van.

## Ajánlott irodalom
- Borsy Zoltán (szerk.): Általános természetföldrajz, Nemzeti Tankönyvkiadó, Budapest, 1998
- Heinrich, Dieter–Hergt, Manfred–Fahnert, Rudolf: Föld – Természetföldrajz, Atlasz sorozat, Athenaeum, Budapest, 2010
- Tom Garrison: Essentials of Oceanography, 5. kiadás, 2009, Brooks/Cole Cengage Learning, ISBN 978-0-495-55531-5